# Бикрофт, Норма
Норма Мариан Бикрофт (англ. Norma Marian Beecroft; 11 апреля 1934 г. Ошава, Дарем, Онтарио, Канада — 19 октября 2024 г.) — канадская композитор, музыкальный продюсер, телеведущая. Член Канадской лиги композиторов и Канадского музыкального центра, она дважды становилась лауреатом премии Линча-Стонтона. Ей поручали писать произведения для Атлантического симфонического оркестра, Канадской вещательной корпорации, Канадского электронного ансамбля, и так же для Оркестра национального центра искусств и Национального балета Канады, и прочих музыкальных организаций Канады. Она Была почетным членом Канадского электроакустического общества и входила в состав жюри премий SOCAN и премии Жюля Леже за новую камерную музыку. В 1988 году она передала дарение библиотеке Калгарийского университета многие из своих оригинальных рукописей, статей и записей.

## Ранние годы
Родилась в городе Ошава провинции Онтарио.
Дочь Джулиана Бальфура Бикрофта, пионера записи электронной музыки, и Элеоноры Бикрофт, актрисы, обучавшей музыке и танцам.
Её родители поженились в 1931 году, и в их браке, помимо Нормы, родилось еще четверо детей. Родители развелись в 1947 году, когда ей было 13 лет.
Бикрофт брала свои первые профессиональные уроки игры на фортепиано у Аладара Экседи, которые она продолжала с 1952 по 1958 год в Королевской музыкальной консерватории у Гордона. Халлетт и Уэлдон Килберн. В то же время она изучала композицию у Джона Вайнцвейга и брала уроки игры на флейте у Кейта Жирара с 1957 по 1958 год.

## Карьера
Начала свою карьеру, работая помощником сценариста телевизионных музыкальных программ для Канадской вещательной корпорации с 1954 по 1957 год. 
С 1956 по 1957 год она была президентом Canadian Music Associates, концертного комитета Торонто Канадской лиги композиторов. 
Она работала на CBC на различных должностях, включая музыкального консультанта (1957–1959), помощника сценариста (1962–1963), сотрудника по связям с талантами (1963–1964) и организатора национальных программ для радио (1964–1966). 
С 1966 по 1969 год была продюсером на CBC Radio программ Organists in Recital, RSVP и From the Age of Elegance. Также вела и продюсировала программу Music of Today и продолжила это также после ухода с поста продюсера на CBC в 1969 году, продолжала вести и комментировать эту программу и позднее в 1970-х годах. С 1965 по 1968 год она также была президентом Ten Centuries Concerts.
В то же время состояла в отношениях с Гарри Сомерсом. Вместе с Сомерсом они были среди поколения пионеров профессиональной электронной музыки.
С 1967 по 1976 год  работала  в студии электронной музыки в Торонтском университете,в кампусе факультета музыки. Благодаря своей репутации композитора, она была одной из первых кто не был студентом, смогла поэкспериментировать в новом помещении. Там она сосредоточилась на многодорожечной записи и циклировании как расширении существующих инструментальных или вокальных звуков. В ее подкасте Conversations With Post World War II Pioneers of Electronic Music представлены некоторые из коллег-композиторов того времени.
В 1970-х годах Бикрофт занята работой в качестве внештатного радиопродюсера, в частности, созданием многочисленных документальных фильмов для CBC Radio о канадских композиторах, таких как Джин Култхард, Гарри Фридман, Брюс Мазер, Барбара Пентленд, Гарри Сомерс, Жиль Тремблей и Джон Вайнцвейга. При её участии создали документальные фильмы о композиторах Мюррее Адаскине и Вайолет Арчер для CJRT-FM. В 1975 году собрала 13 записей трансляций под названием Music Canada, которые содержали музыку, взятую из записей в коллекциях библиотек Radio Canada International и Ассоциации композиторов, авторов и издателей Канады. В 1976 году она выиграла премию Major Armstrong Award за выдающиеся достижения в области FM-вещания за свой документальный фильм The Computer in Music. Позже она создала электронные музыкальные партитуры для «Макбет» Уильяма Шекспира (1982) и «Сна в летнюю ночь» (1983) на фестивале в Стратфорде.
В 1971 году Бикрофт стала соучредителем New Music Concerts (NMC) вместе с композитором и флейтистом Робертом Эйткеном. NMC был основан с целью предоставления площадки для выступлений новой музыки, а также предоставления исполнителям возможностей для дальнейшего освоения современных исполнительских приемов. Бикрофт была президентом организации до 1989 года. Она была членом музыкального факультета Йоркского университета с 1984 по 1987 год она преподавала электронную музыку и композицию. Позже она вернулась туда в качестве приглашенного лектора и работала в этом качестве также в Монреальском университете.